# Neocompsa exclamationis
Neocompsa exclamationis là một loài bọ cánh cứng trong họ Cerambycidae.